# Альдебер II (граф Перигора)
Альдебер (Одбер) II (фр. Aldebert II; ок. 1031 — ок. 1104) — граф Перигора.

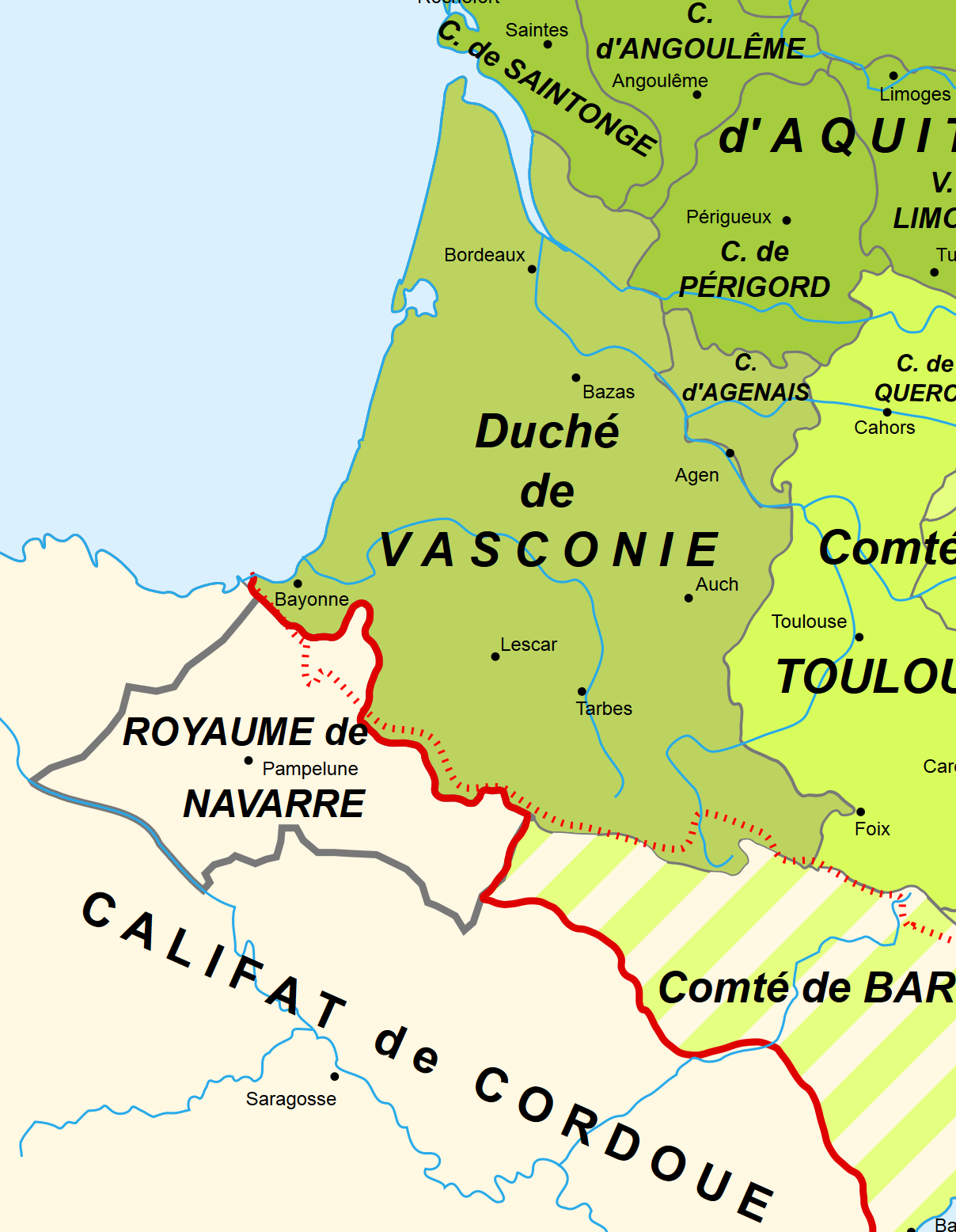
Перигор на карте Франции XI в.

Во многих источниках упоминается его прозвище Cadoirac или Cadenat (Курносый). Но по утверждению Курселя, это просто переписчики документов так исказили второе имя графа — Талейран (вместо Taleranus копиист написал Caderanus).

## Биография
Старший сын Эли II. Точная дата, когда он наследовал отцу, не известна, — возможно, ещё в раннем детском возрасте. Некоторые историки утверждают, что после Эли II графом Перигора был его младший брат Бозон III, и уже после него, приблизительно с середины 1040-х годов — Альдебер II, причём тот мог быть сыном Бозона.
Альдебер II враждовал с епископом Перигё Жираром де Гордоном до его смерти, последовавшей в 1059 году. Причиной ссоры был отказ епископа признать подлинными монеты, отчеканенные графом Эли II.
В 1080 году Альдебер II сделал своим соправителем старшего сына — Эли III. Однако тот умер ещё при жизни отца.

Поколенная роспись графов Перигора по Кристиану Сеттипани

Альдебер II был женат (возможно — вторым браком) на Асцелине де Гриньоль, дочери и наследнице Бозона, сеньора де Гриньоль.

## Дети
- Эли III, граф Перигора
- Бозон III, сеньор де Гриньоль, затем граф Перигора
- Альдебер, сеньор де Монгилем
- Раймон де Гриньоль, епископ Перигё, архиепископ Бордо
- не известная по имени дочь — жена Гильома VI, графа Пуатье.

После смерти Альдебера II ему наследовал внук — Эли IV, сын Эли III.
Современный французский историк и генеалог Кристиан Сеттипани в своей книге La noblesse du Midi Carolingien, 2004 даёт такую биографию Альдебера II:
Одбер II (Audebert II) (1010/1015 — 1072/1073) — сын Бозона III (990/995 — 1031/1044) и его жены Айны (ок. 995—1072), дочери Жеро, сира де Монтиньяк. Был женат на Асцелине (Арембурге?) де Саланьяк (1020/1025 — ок. 1085), дочери Жеро (?) де Саланьяка. Их дети: Эли IV (ок. 1045—1101/1104), Одбер, Рено, и Айна — жена Гильома VIII Аквитанского.